# Бильцино (Старицький район)
Бильцино (рос. Быльцино) — присілок в Старицькому районі Тверської області Російської Федерації.
Населення становить 1 особу. Входить до складу муніципального утворення сільське поселення Паньково.

## Історія
Від 2005 року входить до складу муніципального утворення сільське поселення Паньково. Раніше населений пункт належав до Бродовського сільського округу.

## Населення
| 2008 | 2010 |
| ---- | ---- |
| 6    | ↘1   |